# Estado (entidad subnacional)

Países del mundo que son federaciones.

Países del mundo que tienen entidades subnacionales con el nombre de estados como subdivisiones territoriales.

Un estado federado, entidad federativa o entidad federal es, en una de sus acepciones, la entidad subnacional en que se divide una federación. El estado federado se caracteriza por ser una porción de territorio cuyos habitantes se rigen por leyes propias, aunque sometidos en ciertos asuntos a las decisiones del poder federal central. Por lo general, los estados subnacionales anteceden al nacional, lo que da coherencia al sistema federal. Es decir, es una unidad delimitada territorialmente que en unión de otras entidades conforman un estado.
En los sistemas federales las entidades pueden participar en las actividades gubernamentales nacionales y actuar unilateralmente, con un alto grado de autonomía, en las esferas autorizadas en la constitución, incluso en relación con cuestiones decisivas y, en cierta medida, en oposición a la política nacional, ya que sus poderes son efectivamente irrevocables. Con el mismo significado que Estado, en este contexto, también se utilizan en algunos países los términos provincia y óblast.
En los países con constituciones federales, existe una división de poderes entre el gobierno central y los estados que lo componen. Estas entidades -estados, provincias, condados, cantones, Länder, etc.- son parcialmente autónomas y gozan de un grado de autonomía constitucionalmente garantizado que varía sustancialmente de una federación a otra. Dependiendo de la forma que adopte la descentralización de poderes, los poderes legislativos de un estado federado pueden o no ser anulados o vetados por el gobierno federal. Las leyes que rigen la relación entre los poderes federales y regionales pueden modificarse a través de la constitución nacional o federal y, si existen, también de las constituciones estatales.
Es importante destacar que los Estados federados no tienen una posición automática como entidades de derecho internacional. En cambio, la unión federal (federación) como entidad única es el estado soberano a los efectos del derecho internacional. Dependiendo de la estructura constitucional de una federación en particular, un estado federado puede tener varios grados de jurisdicción legislativa, judicial y administrativa sobre un territorio geográfico definido y es una forma de gobierno regional. No obstante, un Estado federado puede establecer oficinas en el extranjero, por ejemplo, para promover el comercio o el turismo, sin dejar de actuar únicamente en el marco de la política comercial u otra legislación aplicable de su federación y de su país anfitrión. También pueden celebrar acuerdos regionales internacionales en virtud de las leyes de su federación y estado, por ejemplo, para proteger un recurso transfronterizo como el agua u otros asuntos compartidos.
En términos de política interna, los estados federados pueden tener formas de gobierno republicanas o monárquicas. Los de forma republicana (repúblicas federadas) suelen llamarse estados (como los estados de EEUU) o repúblicas (como las repúblicas en la antigua URSS).
Ejemplos de estados nacionales subdivididos en estados federados son: Alemania, Argentina, Australia, Austria, Brasil, Estados Unidos, India, Malasia, México, Myanmar, Nigeria y Venezuela.

## Características generales
Un estado federado (que también puede denominarse estado, provincia, región, cantón, land, gobernación, óblast, emirato o país) es una comunidad territorial y constitucional que forma parte de una federación. Estos estados se diferencian de los estados plenamente soberanos en que no tienen plenos poderes soberanos, ya que éstos se han dividido entre los estados federados y el gobierno central o federal. Es importante destacar que los estados federados no tienen capacidad para actuar como entidades de derecho internacional. En su lugar, la unión federal como entidad única es el Estado soberano a efectos del derecho internacional. Dependiendo de la estructura constitucional de una federación concreta, un Estado federado puede tener diversos grados de jurisdicción legislativa, judicial y administrativa sobre un territorio geográfico definido y es una forma de gobierno regional.
En algunos casos, una federación se crea a partir de una unión de entidades políticas, que son territorios independientes o dependientes de otra entidad soberana (más comúnmente una potencia colonial) En otros casos, los estados federados se han creado a partir de las divisiones administrativas de estados previamente unitarios. Una vez formada una constitución federal, las normas que rigen la relación entre los poderes federales y regionales pasan a formar parte del derecho constitucional del país y no del derecho internacional.
En los países con constituciones federales, existe una división de poderes entre el gobierno central y los estados que lo componen. Estas entidades - estados, provincias, condados, cantones, Länder, etc. - Dependiendo de la forma de descentralización de los poderes, los poderes legislativos de un estado federado pueden ser anulados o vetados por el gobierno federal. Las leyes que rigen la relación entre los poderes federales y regionales pueden modificarse a través de la constitución nacional o federal y, si existen, también de las constituciones estatales.
En cuanto a la política interna, los estados federados pueden tener formas de gobierno republicanas o monárquicas. Los de forma republicana (repúblicas federadas) suelen llamarse estados (como los estados de los EE. UU.) o repúblicas (como las repúblicas de la antigua URSS).

## Listado de Estados federales
Repúblicas federales
- Alemania
- Argentina
- Austria
- Bosnia y Herzegovina
- Brasil
- Estados Federados de Micronesia
- Estados Unidos
- Etiopía
- India
- Irak
- México
- Myanmar
- Nigeria
- Rusia
- Somalia
- Suiza
- Sudán
- Sudán del Sur
- Venezuela.

Monarquías federales
- Australia
- Bélgica
- Canadá
- Emiratos Árabes Unidos
- Malasia

### Lista de Estados federales y sus entidades federadas o estados
| Estado federal            | Entidades federadas | Otras unidades |
| ------------------------- | --- | --- |
| Argentina                 | 23 provincias: - Provincia de Buenos Aires - Catamarca - Chaco - Chubut - Córdoba - Corrientes - Entre Ríos - Formosa - Jujuy - La Pampa - La Rioja (Argentina) - Mendoza - Misiones - Neuquén - Río Negro - Salta - San Juan - San Luis - Santa Cruz - Santa Fe - Santiago del Estero - Tierra del Fuego - Tucumán | 1 ciudad autónoma: - Buenos Aires |
| Australia                 | Estados y territorios de Australia, 6 estados: - New South Wales - Queensland - South Australia - Tasmania - Victoria - Western Australia | 3 territorios internos: - Australian Capital Territory - Jervis Bay Territory - Northern Territory |
| Australia                 | Estados y territorios de Australia, 6 estados: - New South Wales - Queensland - South Australia - Tasmania - Victoria - Western Australia | 7 territorios externos: - - Ashmore and Cartier Islands - - Australian Antarctic Territory - - Christmas Island - - Cocos (Keeling) Islands - - Coral Sea Islands Territory - - Heard Island and McDonald Islands - - Norfolk Island |
| Austria                   | 9 estados: - Viena - Baja Austria - Alta Austria - Styria - Tirol - Carintia - Salzburgo - Vorarlberg - Burgenland | |
| Bélgica                   | 3 regiones: - Flandes - Valonia - Bruselas-Región Capital | |
| Bélgica                   | Comunidades, regiones y áreas lingüísticas de Bélgica, 3 comunidades: - Comunidad flamenca - Comunidad francófona - Comunidad germanófona | |
| Bosnia y Herzegovina      | Divisiones políticas de Bosnia y Herzegovina, 2 entidades: - Republika Srpska - Federación de Bosnia y Herzegovina | Divisiones políticas de Bosnia y Herzegovina, 1 distrito autogobernado: - Brčko (oficialmente un condominio de ambos constituyentes) |
| Bosnia y Herzegovina      | La Federación de Bosnia y Herzegovina es una federación de cantones, 10 cantones: - Una-Sana - Posavina - Tuzla - Zenica-Doboj - Bosnian Podrinje - Bosnia Central - Herzegovina-Neretva - Herzegovina del Oeste - Sarajevo - Cantón 10 | Divisiones políticas de Bosnia y Herzegovina, 1 distrito autogobernado: - Brčko (oficialmente un condominio de ambos constituyentes) |
| Brasil                    | Estados de Brasil, 26 estados: - Acre - Alagoas - Amapá - Amazonas - Bahia - Ceará - Espírito Santo - Goiás - Maranhão - Mato Grosso - Mato Grosso do Sul - Minas Gerais - Pará - Paraíba - Paraná - Pernambuco - Piauí - Rio de Janeiro - Rio Grande do Norte - Rio Grande do Sul - Rondônia - Roraima - Santa Catarina - São Paulo - Sergipe - Tocantins | |
| Brasil                    | Estados de Brasil, 1 distrito federal | |
| Canadá                    | Provincias y territorios de Canadá, 10 provincias: - Alberta - British Columbia - Manitoba - New Brunswick - Newfoundland and Labrador - Nova Scotia - Ontario - Prince Edward Island - Quebec - Saskatchewan | Provincias y territorios de Canadá, 3 territorios: - Northwest Territories - Nunavut - Yukon |
| Comoras                   | Comoras, 3 islas: - Anjouan - Grande Comore - Mohéli | |
| Etiopía                   | Regiones de Etiopía, 12 regiones: - Afar - Amhara - Benishangul-Gumuz - Etiopía Central - Gambela - Harari - Oromia - Sidama - Somali - Etiopía del Sur - Southwest - Tigray | Regiones of Etiopía, 2 ciudades]]: - Addis Abeba - Dire Dawa |
| Alemania                  | Estados de Alemania, 16 estados: - Baden-Württemberg - Baviera - Berlín - Brandenburgo - Bremen - Hamburgo - Hesse - Baja Sajonia - Mecklenburg-Vorpommern - North Rhine-Westfalia - Rhineland-Palatinado - Saarland - Sajonia - Sajonia-Anhalt - Schleswig-Holstein - Turingia | |
| India                     | Estados y territorios de la unión de India, 28 estados: - Andhra Pradesh - Arunachal Pradesh - Assam - Bihar - Chhattisgarh - Goa - Gujarat - Haryana - Himachal Pradesh - Jharkhand - Karnataka - Kerala - Madhya Pradesh - Maharashtra - Manipur - Meghalaya - Mizoram - Nagaland - Odisha - Punjab - Rajasthan - Sikkim - Tamil Nadu - Telangana - Tripura - Uttar Pradesh - Uttarakhand - West Bengal | 8 territorios de la unión: - - Andaman and Nicobar Islands - Chandigarh - - Dadra and Nagar Haveli and Daman and Diu - - Delhi, Territorio de la capital nacional Delhi - - Jammu and Kashmir (Soberanía sobre un territorio activamente disputado por otro Estado soberano o la comunidad internacional) - Ladakh (Soberanía sobre un territorio activamente disputado por otro Estado soberano o la comunidad internacional) - Lakshadweep - Puducherry |
| Irak                      | 18 gobernaciones oficiales: - Al Anbar - Erbil - Babylon - Baghdad - Basra - Dhi Qar - Diyala - Dohuk - Halabja (unofficial) - Karbala - Kirkuk - Maysan - Muthanna - Najaf - Nineveh - Al-Qādisiyyah - Saladin - Sulaymaniyah - Wasit | 1 región federal: - Región Kurdistán |
| Malasia                   | 13 estados: - Johor - Kedah - Kelantan - Malacca - Negeri Sembilan - Pahang - Penang - Perak - Perlis - Sabah - Sarawak - Selangor - Terengganu | 3 territorios federales: - Putrajaya - Kuala Lumpur - Labuan |
| México                    | 31 estados: - Aguascalientes - Baja California - Baja California Sur - Campeche - Chiapas - Chihuahua - Coahuila - Colima - Durango - Guanajuato - Guerrero - Hidalgo - Jalisco - Estado de México - Michoacán - Morelos - Nayarit - Nuevo León - Oaxaca - Puebla - Querétaro - Quintana Roo - San Luis Potosí - Sinaloa - Sonora - Tabasco - Tamaulipas - Tlaxcala - Veracruz - Yucatán - Zacatecas | |
| México                    | 1 ciudad autónoma: - Ciudad de México | |
| Micronesia                | Divisiones administrativas de los Estados Federales de Micronesia, 4 estados: - Chuuk - Kosrae - Pohnpei - Yap | |
| Nepal                     | Provincias de Nepal,7 provincias: - Bagmati - Gandaki - Karnali - Koshi - Lumbini - Madhesh - Sudurpashchim | |
| Nigeria                   | 36 estados: - Abia - Adamawa - Akwa Ibom - Anambra - Bauchi - Bayelsa - Benue - Borno - Cross River - Delta - Ebonyi - Edo - Ekiti - Enugu - Gombe - Imo - Jigawa - Kaduna - Kano - Katsina - Kebbi - Kogi - Kwara - Lagos - Nasarawa - Niger - Ogun - Ondo - Osun - Oyo - Plateau - Rivers - Sokoto - Taraba - Yobe - Zamfara | 1 territorio federal: - Territorio de la capital federal Abuja - |
| Rusia                     | 48 oblasts: - Amur - Arcángel - Astrakhan - Belgorod - Bryansk - Chelyabinsk - Irkutsk - Ivanovo - Kaliningrado - Kaluga - Kemerovo - Kirov - Kherson (invadido, pedido) - Kostroma - Kurgan - Kursk - Leningrado - Lipetsk - Magadan - Oblast de Moscú - Murmansk - Nizhny Novgorod - Novgorod - Novosibirsk - Omsk - Orenburg - Oryol - Penza - Pskov - Rostov - Ryazan - Sakhalin - Samara - Saratov - Smolensk - Sverdlovsk - Tambov - Tomsk - Tver - Tula - Tyumen - Ulyanovsk - Vladimir - Volgogrado - Vologda - Vorónezh - Yaroslavl - Oblast de Zaporiya, invadido, pedido                                          | |
| Rusia                     | 24 repúblicas: - Adygea - Altai Republic - Bashkortostan - Buryatia - Chechenia - Chuvashia - Crimea considerado parte de Ucrania por la mayor parte de los países - Dagestán - Donetsk, invadido, pedido - Ingushetia - Kabardino-Balkaria - Kalmykia - Karachay-Cherkessia - Karelia - Khakassia - Komi - Luhansk, invadido, pedido - Mari El - Mordovia - Ossetia del Norte-Alania - Sakha - Tatarstán - Tuva - Udmurtia | |
| Rusia                     | 9 krais: - Altai Krai - Kamchatka - Khabarovsk - Krasnodar - Krasnoyarsk - Perm - Primorsky - Stavropol - Zabaykalsky | |
| Rusia                     | 4 okrugs autónomos: - Chukotka - Khanty–Mansi - Nenets - Yamalo-Nenets | |
| Rusia                     | 3 ciudades federales: - Moscú - San Petersburgo - Sebastopol, pedido | |
| Rusia                     | 1 oblást autónomo: - Oblást autónomo judío | |
| Saint Kitts and Nevis     | 1 isla autónoma: - Nevis | Divisiones administrativas de Saint Kitts and Nevis: - Saint Kitts |
| Somalia                   | 6 estados federales miembros: - Galmudug - Hirshabelle - Jubaland - Khatumo - Puntland - South West State of Somalia | |
| Sudán del Sur             | 10 estados: - Central Equatoria - Eastern Equatoria - Jonglei - Lakes - Northern Bahr el Ghazal - Unity (estado) - Upper Nile - Warrap - Western Bahr el Ghazal - Western Equatoria | 3 áreas administrativas: - Abyei - Greater Pibor Administrative Area - Ruweng |
| Sudán                     | 18 estados: - Blue Nile, Sudan - Central Darfur - East Darfur - Gezira - Kassala - Jartúm - North Darfur - North Kurdufan - Northern Sudan - Al Qadarif - Red Sea, Sudan - Sennar - South Darfur - South Kurdufan - River Nile, Sudan - West Darfur - West Kurdufan - White Nile, Sudan | 1 área de status administrativo especial: - Abyei |
| Suiza                     | 26 cantones: - Aargau - Appenzell Ausserrhoden - Appenzell Innerrhoden - Basel-Landschaft - Basel-Stadt - Berna - Friburgo - Ginebra - Glarus - Grisons - Jura - Lucerna - Neuchâtel - Nidwalden - Obwalden - Schaffhausen - Schwyz - Solothurn - St. Gallen - Thurgau - Ticino - Uri - Valais - Vaud - Zug - Zürich | |
| Emiratos Árabes Unidos    | 7 emiratos: - Abu Dhabi - Ajman - Dubai - Fujairah - Ras Al Khaimah - Sharjah - Umm al-Quwain | |
| Estados Unidos de América | 50 estados: - Alabama - Alaska - Arizona - Arkansas - California - Colorado - Connecticut - Delaware - Florida - Georgia (U.S. state) - Hawaii - Idaho - Illinois - Indiana - Iowa - Kansas - Kentucky - Louisiana - Maine - Maryland - Massachusetts - Michigan - Minnesota - Mississippi - Missouri - Montana - Nebraska - Nevada - New Hampshire - New Jersey - New Mexico - New York - North Carolina - North Dakota - Ohio - Oklahoma - Oregon - Pennsylvania - Rhode Island - South Carolina - South Dakota - Tennessee - Texas - Utah - Vermont - Virginia - Washington (state) - West Virginia - Wisconsin - Wyoming | Washington, D.C., 1 distrito federal: - Distrito de Columbia |
| Estados Unidos de América | 50 estados: - Alabama - Alaska - Arizona - Arkansas - California - Colorado - Connecticut - Delaware - Florida - Georgia (U.S. state) - Hawaii - Idaho - Illinois - Indiana - Iowa - Kansas - Kentucky - Louisiana - Maine - Maryland - Massachusetts - Michigan - Minnesota - Mississippi - Missouri - Montana - Nebraska - Nevada - New Hampshire - New Jersey - New Mexico - New York - North Carolina - North Dakota - Ohio - Oklahoma - Oregon - Pennsylvania - Rhode Island - South Carolina - South Dakota - Tennessee - Texas - Utah - Vermont - Virginia - Washington (state) - West Virginia - Wisconsin - Wyoming | 1 territorio incorporado: - Palmyra Atoll |
| Estados Unidos de América | 50 estados: - Alabama - Alaska - Arizona - Arkansas - California - Colorado - Connecticut - Delaware - Florida - Georgia (U.S. state) - Hawaii - Idaho - Illinois - Indiana - Iowa - Kansas - Kentucky - Louisiana - Maine - Maryland - Massachusetts - Michigan - Minnesota - Mississippi - Missouri - Montana - Nebraska - Nevada - New Hampshire - New Jersey - New Mexico - New York - North Carolina - North Dakota - Ohio - Oklahoma - Oregon - Pennsylvania - Rhode Island - South Carolina - South Dakota - Tennessee - Texas - Utah - Vermont - Virginia - Washington (state) - West Virginia - Wisconsin - Wyoming | 13 territorios no incorporados: - American Samoa - Guam - - Northern Mariana Islands - Puerto Rico - U.S. Virgin Islands - United States Minor Outlying Islands: Baker Island, Howland Island, Jarvis Island, Johnston Atoll, Kingman Reef, Midway Atoll, Navassa Island, Wake Island, Bajo Nuevo Bank, Serranilla Bank }} |
| Venezuela                 | Estados de Venezuela 23 estados: - Amazonas (estado de Venezuela) - Anzoátegui - Apure - Aragua - Barinas - Bolívar - Carabobo - Cojedes - Delta Amacuro - Falcón - Guárico - Lara - Mérida - Miranda - Monagas - Nueva Esparta - Portuguesa - Sucre - Táchira - Trujillo - Vargas - Yaracuy - Zulia | 1 distrito capital: - Distrito Capital |
| Venezuela                 | Estados de Venezuela 23 estados: - Amazonas (estado de Venezuela) - Anzoátegui - Apure - Aragua - Barinas - Bolívar - Carabobo - Cojedes - Delta Amacuro - Falcón - Guárico - Lara - Mérida - Miranda - Monagas - Nueva Esparta - Portuguesa - Sucre - Táchira - Trujillo - Vargas - Yaracuy - Zulia | Estados de Venezuela, 1 dependencia federal |

## Diferencias terminológicas
Los estados federados suelen, aunque no necesariamente, utilizar diferencias en la terminología de las instituciones para las que existe un equivalente a nivel federal. Esta lista [cita requerida] es una muestra de las diferencias terminológicas comunes -aunque no exhaustivas ni universales- entre los niveles estatal y federal:
| Tipo de Gobierno            | Título a nivel federal                       | Título a nivel estatal                                              |
| --------------------------- | -------------------------------------------- | ------------------------------------------------------------------- |
| JEFE DE ESTADO              |                                              |                                                                     |
| República                   | Presidente                                   | Gobernador                                                          |
| República - Diputado        | Vicepresidente                               | Vicegobernador                                                      |
| Monarquía                   | Reina / Rey                                  | Reina / Rey / Gobernante                                            |
| Monarquía - Representante   | Gobernador General                           | Gobernador / Vicegobernador                                         |
| RAMA EJECUTIVA              |                                              |                                                                     |
| Jefe de Estado [si existe]) | Primer ministro / Canciller                  | Premier                                                             |
| Jefe de Estado [si existe]) | Primer ministro / Canciller                  | Jefe de Ministros                                                   |
| Jefe de Estado [si existe]) | Primer ministro / Canciller                  | Ministro Presidente                                                 |
| Jefe de Departamento        | Ministro / Secretario                        | Ministro / Secretario                                               |
| Jefe de Departamento        | Ministro / Secretario                        | Comisionado                                                         |
| Jefe de Departamento        | Ministro / Secretario                        | Superintendente                                                     |
| Cuerpo Ejecutivo            | Gabinete                                     | Gabinete / Consejo Ejecutivo                                        |
| Cuerpo Ejecutivo            | Consejo Privado (Privy Council)              | Consejo Ejecutivo                                                   |
| Cuerpo Ejecutivo            | Gobierno Federal / Gobierno de la Unión      | Gobierno del Estado / Gobierno provincial                           |
| Cuerpo Ejecutivo            | Consejo de Ministros                         | Directorio de Ministros / Consejo de Ministros                      |
| RAMA LEGISLATIVA            |                                              |                                                                     |
| Cuerpo Legislativo          | Parlamento                                   | Legislatura / Parlamento                                            |
| Cuerpo Legislativo          | Congreso                                     | Consejo de Estado                                                   |
| Cuerpo Legislativo          | Asamblea Nacional                            | Asamblea General/ Asamblea Nacional                                 |
| Cámara Alta                 | Consejo de los Estados/ Senado               | Consejo Legislativo                                                 |
| Cámara Baja                 | Casa de Representantes / Casa de los Comunes | Asamblea Legislativa                                                |
| Cámara Baja                 | Cámara de Diputados                          | Landtag                                                             |
| Cámara Baja                 | Asamblea Nacional                            | Casa de la Asamblea [cita requerida]                                |
| RAMA JUDICIAL               |                                              |                                                                     |
| Highest Court               | Corte Suprema                                | High Court                                                          |
| Highest Court               | Corte Suprema                                | Corte Final de Apelaciones / Suprema Corte, División de Apelaciones |

## Características especiales
A diferencia del Estado general que es superior a él, el Estado constituyente de un estado federal no tiene soberanía según el derecho internacional en sentido estricto, sino sólo una soberanía limitada y compartida según el derecho constitucional, por ejemplo en el marco de una legislación competidora. Los Estados miembros de una federación pueden conservar derechos soberanos individuales según el derecho internacional, como el derecho a mantener sus propias representaciones diplomáticas en el extranjero, como se le permitió a Baviera en el Imperio Alemán. Su territorio y sus órganos están sujetos al “poder de mando” de una estructura estatal de nivel superior, todo el estado. La autoridad central está determinada fundamentalmente por la constitución nacional; pueden añadirse acuerdos con los Estados miembros o declaraciones de estos. Esto significa que los Estados miembros mantienen sus propias áreas políticas, que quedan fuera de la autoridad del estado federal. Sin embargo, las constituciones suelen prever excepciones a esto en caso de guerra y otros casos de emergencia.